# Sociedade Real do Canadá
A  Sociedade Real do Canadá  ( em inglês, Royal Society of Canada), fundada em  1882 por John Campbell, 9º duque de Argil, é uma organização canadense composta de cientistas e eruditos notáveis do Canadá.  O seu objectivo principal é promover o saber e a investigação nas artes, nas letras e nas ciências.

## Recompensas
A sociedade mantém uma vintena de recompensas anualmente ou a cada dois anos:
| - Prêmio Bancroft - Medalha do Centenário - Medalha Pierre Chauveau - Medalha Sir John William Dawson - Medalha Thomas W. Eadie - Medalha Flavelle - Prêmio por Estudos de Gênero - Medalha Jason A. Hannah - Medalha Innis-Gérin - Medalha Abbyann D. Lynch | - Medalha McLaughlin - Medalha McNeil - Medalha Willet G. Miller - Medalha Lorne Pierce - Medalha Miroslaw Romanowski - Medalha Memorial Rutherford - Prêmio John L. Synge - Medalha Henry Marshall Tory - Medalha Histórica J.B. Tyrrell - Prêmio Alice Wilson |